# Сахарозаменители
Са́харозамени́тели — вещества и химические соединения, придающие пищевым продуктам сладкий вкус и применяемые вместо сахара и близких ему подслащивающих продуктов (патока, мёд). Как правило, сахарозаменители имеют меньшую калорийность по сравнению с дозой сахара, необходимой для достижения той же интенсивности сладкого вкуса.
Сахарозаменители могут подразделяться на пониженно-калорийные (с калорийностью, близкой к таковой сахара) и низкокалорийные сахарозаменители.
Среди низкокалорийных сахарозаменителей как вещества, имеющие ненулевую калорийность, но имеющие сладость, многократно превышающую сладость сахарозы (интенсивные подсластители), так и вещества не принимающие участие в обмене веществ и не усваиваемые организмом.
Другой подход относит к сахарозаменителям любые вещества, кроме собственно сахарозы, при условии примерно равной сахару сладости. Таким образом, сахарозаменители позволяют получать продукт, близкий по консистенции к продукту с сахаром.
По классификации Международной ассоциации производителей подсластителей и низкокалорийных продуктов (Calorie Control Council), к группе собственно сахарозаменителей относят фруктозу, ксилит и сорбит, а в отдельную группу интенсивных подсластителей (химических веществ, не принимающих участия в обмене веществ; их калорийность — 0 ккал) входят цикламат, сукралоза, неогесперидин, тауматин, глицирризин, стевиозид и лактулоза.
Обзоры рецензируемых рандомизируемых клинических исследований и мнение диетологов пришли к выводу, что умеренное потребление натуральных и искусственных подсластителей в качестве безопасной замены сахарозы может помочь похудеть за счёт ограничения потребления энергии и помочь в управлении уровнем глюкозы в крови.

## Моносахариды

### Фруктоза
Фрукто́за — в 1,7 раза слаще сахара и не обладает привкусом. При рациональном питании поступает в организм человека с натуральными фруктами, ягодами и овощами, однако всасывается в 2—3 раза медленнее. В США длительное время применяется в качестве сахарозаменителя в процессе производства прохладительных напитков и продуктов питания. Тем не менее, последние исследования показали, что преимущественное использование фруктозы в качестве сахарозаменителя для лиц с сахарным диабетом и ожирением не обоснованно, так как в процессе метаболизма в организме человека превращается в глюкозу.

### Глюкоза
Глюко́за — моносахарид, один из самых распространённых источников энергии в живых организмах. Глюкозное звено входит в состав полисахаридов. Глюкоза встречается в плодах многих растений, в том числе и винограда, её альтернативное название «виноградный сахар».

## Многоатомные спирты

### Ксилит
Ксили́т (впервые получен Фишером и Бертраном в 1891 году, промышленный выпуск был налажен только в 1960 году) — пятиатомный спирт, хорошо растворимые в воде кристаллы без запаха. По сладости не отличается от сахара (интенсивность сладкого вкуса — 0,9…1,2; калорийность — около 4,0 ккал/г). В настоящее время получают путём гидролиза кукурузных кочерыжек, а в Финляндии — из берёзовой коры.

### Сорбит
Сорби́т (впервые, в 1868 году, получен из рябины, лат. sorbos) — шестиатомный спирт, обладающий сладковатым вкусом (уступает сахару: интенсивность сладкого вкуса — 0,6; калорийность — 3,5 ккал/г), наиболее широко применяется в медицинской практике.

### Мальтит
Мальти́т — многоатомный спирт из класса альдитов, получаемый из крахмала и используемый в качестве сахарозаменителя. На 10-25 % менее сладок, чем сахароза и обладает почти такими же свойствами, однако менее калориен и не приводит к разрушению зубов. Мальтит обеспечивает от 2 до 3 ккал/г.